# Сомалийско-швейцарские отношения
Сомалийско-швейцарские отношения — двусторонние дипломатические отношения между Швейцарией и Сомали.

## История
Между Федеративной Республикой Сомали и Швейцарской Конфедерацией установлены официальные дипломатические отношения. Швейцария впервые признала Сомали от Великобритании и Италии сразу после её обретения независимости 1 июля 1960 года. Швейцария углубляет свои отношения с Сомали, она назначила специального посланника и посла в Сомали с резиденцией в Найроби, Кения. Швейцария тесно сотрудничает с федеральным правительством Сомали в Могадишо, участвует в проектах развития страны и оказывает гуманитарную помощь, а также поддерживает соседние с Сомали страны.
Гуманитарная помощь Швейцарии помогает многим пострадавшим сомайлицам. Швейцария поддерживает процесс построения мира и государственного строительства в Сомали, а также создание функционирующего государства.

## Экономические отношения
Торгово-экономическое сотрудничество между Швейцарией и Сомали ограничено; в 2012 году объём торговли составил 30 000 швейцарских франков. Из Сомали Швейцария импортирует эфирные масла и экспортирует офисные материалы и электронные устройства.
Учёные и художники из Сомали имеют право подать заявку на получение стипендии правительства Швейцарии в Государственный секретариат по исследованиям и инновациям в области образования (SERI).

## Дипломатические представительства
Сомали не представлена в Швейцарии ни на уровне посольств, ни на уровне консульств. Швейцария не представлена в Сомали ни на уровне посольств, ни на уровне консульств, однако у неё есть своё посольство в Найроби, Кения, представляющее швейцарские интересы в Сомали.

## Граждане Швейцарии в Сомали
По состоянию на конец 2015 года в Сомали проживало 20 швейцарских граждан, один из которых имеет двойное гражданство.